# Żyła udowa

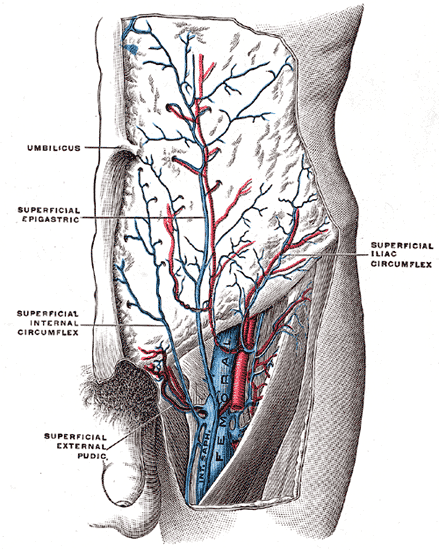
Żyła udowa (vena femoralis) i jej dopływy

Żyła udowa (łac. vena femoralis) – w anatomii człowieka duża żyła (o średnicy dochodzącej do 9–10 mm) należąca do grupy żył głębokich kończyny dolnej, będąca przedłużeniem żyły podkolanowej. Towarzyszy tętnicy udowej. Zwykle występuje pojedynczo, może też być na dolnych 2/3 uda położona po obu stronach tętnicy udowej jako dwie żyły udowe łączące się poprzecznymi zespoleniami.
Rozpoczyna się w rozworze ścięgnistym mięśni przywodzicieli uda, gdzie leży ku tyłowi i bocznie od towarzyszącej tętnicy, następnie biegnie coraz bardziej przyśrodkowo i w odcinku końcowym leży już po przyśrodkowej stronie tętnicy. Na poziomie więzadła pachwinowego w rozstępie naczyń przechodzi w żyłę biodrową zewnętrzną.
Jej dopływami są żyła nabrzuszna powierzchowna, żyła okalająca biodro powierzchowna, żyły piersiowo-nabrzuszne, żyły sromowe zewnętrzne, żyła odpiszczelowa i żyła głęboka uda.
Żyła udowa tworzy zespolenia z żyłami miednicy (żyła biodrowa wewnętrzna) za pośrednictwem żyły przyśrodkowej okalającej udo, łączącej się z żyłą zasłonową i żyłami pośladkowymi dolnymi, a także z żyłą podkolanową przez żyły przeszywające.